# 재일 조선인 북송사업

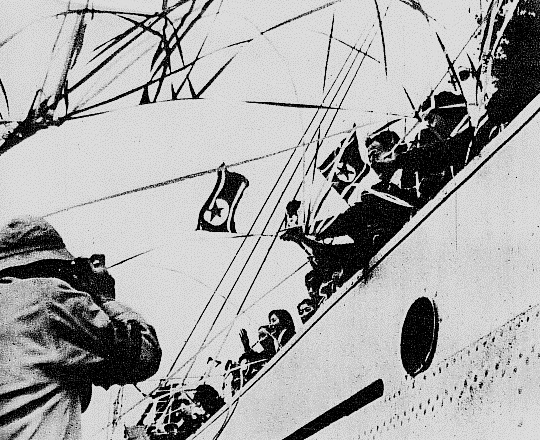
조선민주주의인민공화국의 국기를 내거는 재일 조선인

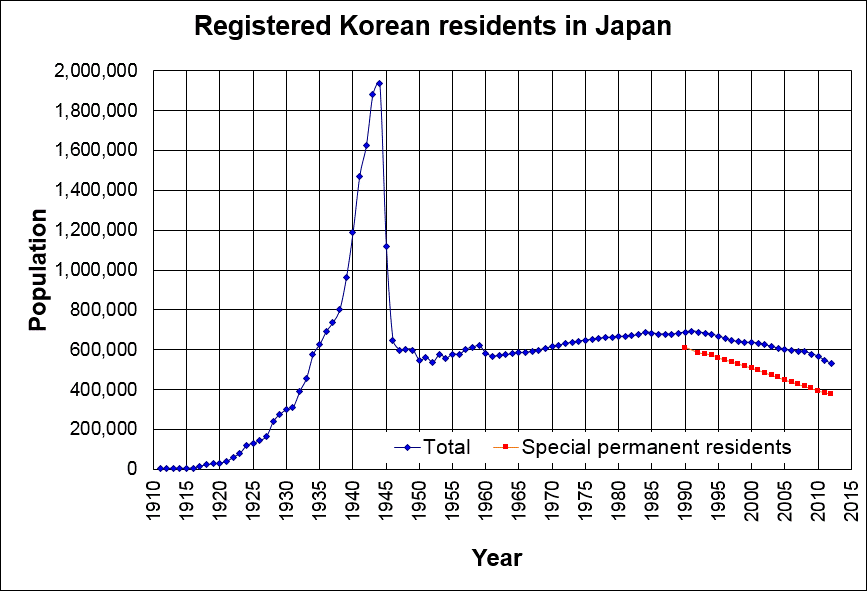
재일 한국인의 수 변화 그래프

재일 조선인 북송사업(在日朝鮮人北送事業)은 1950년대 중후반부터 1984년사이에 조선민주주의인민공화국, 재일본조선인총련합회 그리고 일본정부 간에 의해 진행된 총련계 재일동포의 북송사건이다. 북한사회의 일부사람들이 이렇게 일본에서 북송되어 정착하게 된 재일동포들을 '째포'라며 비하적 표현을 하기도 하였으나, 정작 재일동포들의 재력은 북한사람들이 결코 무시할 수 없는 수준이었다. 그러나 북한사회에 적응하지 못하고 거의 대부분 숙청을 당하거나 북한 사회의 주변인으로 살고 있다고 한다.

## 진행과정
1959년 1월 30일 후지야마 아이이치로 일본 외상이 기자회견에서 재일 조선인의 북조선 송환이 곧 시작될 것이라고 발표함으로써 표면화되기 시작하였다. 이 문제는 한일회담을 결렬시킴으로써 자신의 존재와 지위를 국제적으로 인정시키고 노동력의 부족을 메우려는 북측의 정책과 60만 재일교포에 대한 정책적 차별대우 및 해외추방을 바라던 일본 정부의 이해가 일치한 데서 생겨났다. 그러나 일본 정부는 이것이 국제적으로 공인된 거주지 선택의 자유원칙에 입각한 인도적 견지에서 취해진 조치라고 주장하면서 동년 2월 13일 각의(閣議)에서 공식정책으로 결정하고, 국제 적십자 위원회에 대해 귀환 희망 재일조선인들의 개인심사에 관여해 줄 것을 요청, 적십자를 개입시켜 일본의 정치적 책임을 회피하려고 하였다.
당시 이승만 정부는 일본의 결정이 어디까지나 귀환을 획책하려는 정치적 문제임을 지적하고, 일본·미국 및 유엔 내외에서 공식외교활동을 전개하는 한편 재일교포 귀환반대 전국위원회 등에 대한 민간외교를 적극추진하여 적십자의 개입을 방지하려 하였다. 이러한 대한민국의 노력이 어느 정도 성과를 거두어 적십자는 인도주의 원칙은 인정하면서도 당사자간의 문제로 취급, 엄정중립의 입장을 취하게 되자, 일본 정부는 동년 3월 25일 북측과의 직접협상 의사를 밝히게 되어, 4월 13일 일본·조선민주주의인민공화국 간에 제1차 회담이 제네바의 국제 적십자 위원회 본부에서 열리게 되었다. 이 회담은 대한민국의 주권을 무시하고 대한민국 국적을 가진 사람을 북으로 송환하려는 불법적인 것이라는 대한민국의 비난과 다각적인 외교노력에도 불구하고, 2개월 반에 걸친 전후 12차의 협상 끝에 동년 6월 18일 일본 적십자사의 개별신청을 토대로 송환 희망자 명단을 작성한다는 데 합의를 보아 '재일조선인 송환협정안'이 작성되었다.
동 협정안의 조인 문제는 국적의 정식승인 후로 하자는 일본측과 무조건 즉시 조인을 주장하는 북측 의견이 대립되어 시일을 끌었으나, 불관여·불개입을 거듭 표명해 오던 적십자가 종전의 태도를 바꾸어 일본에 대표를 파견하면서 동년 8월 13일 캘리컷에서 교포귀환을 위한 일·북적협정이 정식으로 조인되었다.

## 북송
이에 따라 최초의 귀환선이 동년 12월 14일 일본의 니가타현 니가타항을 출발한 이래, 몇 차례의 중단과 재개를 거듭하면서 1984년까지 계속되었다. 총 93,340명이 북송되었으며, 그 중에는 최소 6,839명이 일본인 처와 그 자녀들로서 일본국적 보유자이기도 했다. 특히, 그 대다수가 북측이 아닌 경상도, 전라도, 제주도 등지의 한반도 남부 출신이었기에, 진정한 의미의 귀향이라고도 볼 수가 없었다. 당시, 귀환선 비용은 북측이 부담하였으며, 사업진행 후반에는 만경봉호로 대체되었다.

## 결과
북송을 선택한 이들은 거의 대부분 일본에 남아있는 이들이나 한일국교정상화 이후 귀국한 이들보다 못한 비참한 처지에 놓이고 말았다. 북송된 재일교포 일부는 탈북해서 일본으로 되돌아가 조총련 상대로 손해배상 소송을 넣었다.

## 같이 보기
- 재일학도의용군
- 지상의 낙원
- 디어 평양
- 양영희
- 고정미
- 고용희
- 재일교포 북송저지공작 사건